# Jim Risch
James Elroy "Jim" Risch, född 3 maj 1943 i Milwaukee, Wisconsin, är en amerikansk republikansk politiker. Han representerar delstaten Idaho i USA:s senat sedan 2009. Han var den 31:a guvernören i Idaho 2006–2007.
Risch avlade 1965 grundexamen vid University of Idaho. Han avlade 1968 juristexamen vid samma universitet. Han var ledamot av delstatens senat 1974–1989 och 1995–2003.
Risch var viceguvernör i Idaho 2003–2006. Han spenderade 360 000 $ av sina egna pengar i viceguvernörskampanjen 2002. Han fick vara guvernör i dryga sju månader när Dirk Kempthorne 2006 avgick för att bli USA:s inrikesminister. Risch valde att inte utmana kongressledamoten Clement Leroy Otter i 2006 års guvernörsval, utan kandiderade till viceguvernör en gång till. Han var på nytt viceguvernör i Idaho 2007–2009.
Risch besegrade demokraten Larry LaRocco i senatsvalet 2008. Det var tredje gången Risch besegrade LaRocco i ett val. Första gången var LaRocco 1986 hans motkandidat till delstatens senat och andra gången 2006 till viceguvernör.
Under 2017 var Risch en av 22 senatorer som undertecknade ett brev till president Donald Trump som uppmanade presidenten att få USA att dra sig ur Parisavtalet.
Risch är katolik. Jim och Vicki Risch har tre barn.